# Francis Marion Crawford
Francis Marion Crawford (Bagni di Lucca, Itália, 2 de agosto de 1854 – Sorrento, Itália, 9 de abril de 1909) foi um escritor nascido na Itália e radicado nos Estados Unidos da América, famoso por seus romances ambientados na Itália, e pelos seus contos estranhos e fantásticos.

## Biografia
Nascido em Bagni di Lucca, na Itália, era o único filho do escultor estadunidense Thomas Crawford e Louisa Cutler Ward; era irmão da escritora Mary Crawford Fraser (conhecida como Mrs. Hugh Fraser), e sobrinho de Julia Ward Howe, poeta estadunidense. Estudou sucessivamente no St. Paul's School, em Concord, New Hampshire, na Cambridge University, na Universidade de Heidelberg e na Universidade La Sapienza
Em 1879, ele foi à Índia, onde estudou sânscrito e editou, em Allahabad, The Indian Herald. Retornando à América em fevereiro de 1881, continuou a estudar sânscrito na Harvard University por um ano e por dois anos contribuiu com vários periódicos, especialmente The Critic. Em 1882, estabeleceu uma longa e estreita amizade com Isabella Stewart Gardner.
Durante esse período, viveu mais um tempo em Boston, na casa de sua tia Julia Ward Howe e em companhia de seu tio, Samuel Cutler Ward. Sua família estava preocupada com suas perspectivas de emprego, e sugeriram que ele se tornasse um cantor profissional, pois tinha uma voz de barítono e entretinha seus amigos em recitais com canções de Franz Schubert.. Em janeiro de 1882, sua família consultou George Henschel, então regente da Orquestra Sinfônica de Boston, para avaliar se Crawford era capaz de ser cantor profissional. Henschel disse a Crawford e sua família que ele nunca “seria capaz de cantar em perfeita sintonia”. Crawford ficou perturbado com a notícia e, depois de um longo silêncio, o tio Sam lhe perguntou: "Por que você não escreve aquela pequena história que me contou há algum tempo, sobre a estranha experiência que você teve na Índia – Você não sabe"?.
Em 11 de outubro de 1884, Francis casou com Elizabeth Christophers Berdan, a filha do general da Guerra Civil Americana, Hiram Berdan. O casal teve dois filhos e duas filhas, e separaram-se em 1891.
Crawford morreu em Sorrento, na Sexta-Feira Santa de 1909, na Villa Crawford, de um infarto agudo do miocárdio. Foi o resultado de dez anos de uma lesão pulmonar grave que acontecera (a inalação de gases tóxicos em uma fábrica de fundição de vidro no Colorado) em uma “turnê” americana durante o inverno de 1897-1898. Ele estava reunindo informações técnicas para o seu romance históricoMarietta(1901), que descreve a fabricação de vidro no final da Veneza medieval.

## Carreira literária
Em dezembro de 1882, Crawford produziu seu primeiro romance, Mr Isaacs, um brilhante sketch da moderna vida anglo-indiana com um toque de mistério oriental. O livro teve sucesso imedianto, e o potencial do autor foi confirmado após a publicação de Dr. Claudius (1883). Em maio de 1883, Francis voltou para a Itália, onde se estabeleceu de forma permanente. Sua residência no histórico Hotel Cocumella, em Sorrento, durante 1885, o levou a instalar-se definitivamente em Sant 'Agnello, onde, no outono, comprou a Villa Renzi, que se tornou Villa Crawford. Mais de metade dos seus romances se passam na Itália, sobre a qual escreveu três estudos históricos, e estava bem avançado com uma história de Roma na Idade Média, quando morreu. Isso explica, talvez, o fato de que, apesar da sua nacionalidade, seus livros estarem distantes de qualquer literatura então corrente na América.
Crawford publicou um número sucessivo de romances. Nos anos 1890, começou a escrever trabalhos históricos, entre eles Ave Roma Immortalis (1898), Rulers of the South (1900) – renomeado Southern Italy and Sicily and The Rulers of the South, em 1905, para o mercado Americano – e Gleanings from Venetian History (1905), com o título Americano Salvae Venetia, reeditado em 1909 como Venice; the Place and the People. Com seu conhecimento íntimo do solo italiano, combinava a faculdade imaginativa do romantismo, para produzir um efeito excelente. Seu livro “Constantinopla” (1895), mais curto, pertence a esta categoria.
Depois que a maioria das suas obras ficcionais foi publicada, muitos o consideraram um narrador talentoso, e seus livros de ficção, cheios de vitalidade histórica e caracterização dramática, se tornaram muito populares entre os leitores a quem o realismo dos problemas ou a excentricidade da análise subjetiva eram desagradáveis. No romance The Novel: What It Is (1893), Crawford defendeu sua abordagem literária, autoconcebida como uma combinação de romantismo e realismo, definindo a forma de arte em termos de mercado e público-alvo. “O romance”, defende, é "uma mercadoria comerciável" e "um luxo intelectual artístico"; "precisa divertir, de fato, mas divertir razoavelmente, do ponto de vista intelectual... Sua intenção é diverter e agradar, e certamente não ensinar e pregar; mas para divertir deve ser uma criação finamente equlibrada...".
A série Saracinesca foi talvez reconhecida como seu melhor trabalho, com o terceiro episódio da série, Don Orsino (1892), que tinha como pano de fundo uma “real estate bubble”, apresentando efetiva concisão. O segundo volume foi Sant' Ilario (Hilary) (1889), e um quarto volume da série, Corleone (1897), foi a primeira presença importante da Máfia na literatura, e utilizou o argumento – agora familiar, mas na época original – de um sacerdote incapaz de testemunhar um crime por causa do segredo da confissão instituído pela Igreja Católica. O romance não foi o seu maior trabalho, apresentando falhas devido ao padrão establecido nos primeiros livros da série. Crawford terminou Rulers of the South (1900) com um capítulo sobre a Máfia Siciliana.
Crawford criou Khaled: A Tale of Arabia (1891), uma história sobre um gênio (genius é uma palavra de Crawford) que se torna humano, e que foi reeditada, em 1971, no “Ballantine Adult Fantasy series” do início dos anos 70. A Cigarette-Maker's Romance (1890) foi dramatizado, e alcançou grande popularidade nos palcos, bem como em forma de romance; e em 1902 uma peça original, Francesca da Rimini, foi produzida em Paris para sua amiga Sarah Bernhardt. A melhor dramatização do trabalho de Crawford foi The White Sister (1909); sua atriz principal foi Viola Allen, que atuou na primeira filmagem desse romance, em 1915; foi filmado novamente em 1923 e 1933; houve, ainda, uma filmagem mexicana, em 1960. In the Palace of the King (1900) foi filmado em 1915 e 1923, e Mr. Isaacs (1882) em 1931, como Son of India. Em 1919, foi filmado “Whosoever Shall Offend, e em 1923, filmado na Itália Sant’Ilario. Muitas vezes era creditado, nos filmes, apenas como Marion Crawford.
Muitos de seus contos, tais como "The Upper Berth" (1886; escrito em 1885), "For the Blood Is the Life" (1905, um conto de vampiro), "The Dead Smile" (1899), e "The Screaming Skull" (1908), foram antologizados como clássicos do gênero “horror”. Um ensaio sobre os estranhos contos de Crawford pode ser encontrado em The Evolution of the Weird Tale (2004), de S. T. Joshi. A coleção de contos estranhos foi publicada postumamente, em 1911, como Wandering Ghosts nos Estados Unidos, e como Uncanny Tales na Grã-Bretanha, ambos sem "The King's Messenger" (1907). A edição atual e definitiva foi feita por Richard Dalby como Uncanny Tales e publicada pela Tartarus Press (1997; 2008). O romance de Crawford Man Overboard! (1903) é muitas vezes esquecido, mas pertence ao seu grupo de histórias sobrenaturais.
Em 1901, o Macmillan Publishers (Estados Unidos) começou uma edição de luxo de seus romances; em 1904, a P. F. Collier Co. (N.Y.) foi autorizada a publicar uma edição de 25 volumes, depois aumentada para 32 volumes. Por volta de 1914, a McKinlay, Stone, Mackenzie foi autorizada a publicar uma "edição" decorada. Em 1919 a Macmillan Americana publicou a "Sorrento Edition"; eles haviam publicado algumas primeiras edições e reimpressões americanas de maneira uniforme, de 1891 até 1899. A Macmillan Publishers britânica usou duas tiragens uniformes de 1889 até depois de 1910. Crawford também escreveu vários artigos para periódicos e realizou algumas contribuições para livros.

## Legado e homenagens
- O “F. Marion Crawford Memorial Society” foi fundado em 1975, e publicou a revista literária The Romantist de 1977 a 1997. Em 1997, o “Centro Studi e Ricerche Francis Marion Crawford” foi fundado em Sant' Agnello di Sorrento, associado com o FMC Memorial Society e continuou a publicação de The Romantist na anual Genius Loci (1997-).
- Em 1988, em Sant 'Agnello, foi realizada uma conferência para homenagear Crawford. Sua "Acta" foi publicada como Il Magnifico Crawford (1990). Em maio de 2009 o Centro Studi e Ricerche FMC, o Istituto Universitario Orientale (Naples), o FMC Memorial Society, e o município de Sant' Agnello organizaram outra Conferência – Francis Marion Crawford; 100 Anni Dopo – para lembrá-lo no centenário de sua morte.
- Há uma importante rua na cidade italiana de Sant 'Agnello di Sorrento (a cidade onde morreu), nomeada o “Corso Marion Crawford”.
- Existe um marco histórico na casa onde nasceu Crawford, em Bagni di Lucca.
- A Villa Crawford foi doada, há muitos anos, pelas filhas de Crawford, Lady Eleanor e Clara (que era freira em uma ordem espanhola localizada em Roma, e que serviu a Ordem no Japão, onde está enterrada) às Irmãs Salesianas, que hoje a transformaram em uma escola para meninas.
- Crawford foi o assunto do romance The Romantist (2001), de Frank Palescandolo, que escreveu, como Frank Paley, o romance policial Rumble on the Docks (1953), filmado em 1956 sob o mesmo título.
- Mrs. Frances Elliot (1820-1898) dedicou seu seu romance gótico The Red Cardinal (1884) a seu amigo F. Marion Crawford.
- The Liberty Ship Number 487 foi chamado, em homenagem a Crawford, S. S. F. Marion Crawford; ele foi construído no Yard 1 do Permanente Metals Corp. em Richmond, Califórnia, e lançado em 14 de agosto de 1942. Foi desmontado em Nova Orleans em 1970.
- Crawford foi mencionado no romance de F. Scott Fitzgerald Tender is the Night: "Until one o'clock Baby Warren lay in bed, reading one of [F.] Marion Crawford's ... Roman stories ..."
- Crawford foi mencionado no romance de Graham Greene Travels with My Aunt (1969): “One’s life is more formed, I sometimes think, by books than by human beings: it is out of books one learns about love and pain at second hand. even if we have the happy chance to fall in love, it is because we have been conditioned by what we have read, and if I had never known love at all, perhaps it was because my father’s library had not contained the right books. (I don’t think there was much passionate love in Marion Crawford, and only a shadow of it in Walter Scott.”). Graham Greene, Travels with my Aunt (1969). London: Vintage, 1999.201.

## Família
- Thomas Crawford, pai de Francis, foi escultor.
- A irmã de Crawford, Mary Crawford Fraser (1851-1922) foi uma escritora de sucesso que escreveu sob seu nome de casada, Mrs. Hugh Fraser.
- Sua irmã Anne (Annie), a Baronesa Von Rabe (nascida em 1847) escreveu o romance clássico sobre vampiros A Mystery of the Campagna em Unwin's Annual for 1887 (Dez. 1886) e o romance A Shadow on a Wave (1891), uma tragédia romântica ambientada em Veneza, ambos combinados para formar o Número Três do “T. Fisher Unwin”, da série da 'The Unknown Library', que foi publicada em Londres em 1891, com o título A Mystery.
- Julia Ward Howe (1819-1910), sua tia, foi uma poeta, ativista social e abolicionista estadunidense. Foi a autora de “The Battle Hymn of the Republic”.
- Samuel Cutler Ward, seu tio, foi um poeta estadunidense.

## Lista parcial de obras
Romances
- Mr. Issacs (1882)
- Doctor Claudius (1883)
- To Leeward (1884); actually late 1883. A segunda edição Americana (Macmillan, 1893) é o único de seus romances que Crawford revisou.
- A Roman Singer (1884)
- An American Politician (1884).
- Zoroaster (1885)
- A Tale of a Lonely Parish (1886)
- Saracinesca (1887)
- Marzio's Crucifix (1887)
- Paul Patoff (1887)
- With the Immortals (1888)
- Greifenstein (1889)
- Sant Ilario (1889)
- A Cigarette-Maker's Romance (1890)
- Khaled: A Tale of Arabia (1891)
- The Witch of Prague (1891)
- The Three Fates (1892)
- Don Orsino (1892)
- The Children of the King (1893)
- Pietro Ghisleri (1893)
- Marion Darche (1893)
- Katharine Lauderdale (1894)
- The Upper Berth (1894); com "By the Waters of Paradise"
- Love in Idleness (1894)
- The Ralstons (1894); sequência de Katharine Lauderdale
- Casa Braccio (1895)
- Adam Johnstone's Son (1896)
- Taquisara (1896)
- A Rose of Yesterday (1897)
- Corleone (1897)
- Via Crucis (1899)
- In the Palace of the King (1900)
- Marietta (1901)
- Cecilia (1902)
- Man Overboard! (1903)
- The Heart of Rome  (1903)
- Whosoever Shall Offend (1904)
- Soprano (1905); título estadunidense: Fair Margaret.
- A Lady of Rome (1906)
- Arethusa (1907)
- The Little City of Hope (1907)
- The Primadonna (1908); sequência de Soprano / Fair Margaret
- The Diva's Ruby (1908); sequência de The Primadonna
- The White Sister (1909)
- Stradella (1909)
- The Undesirable Governess (1910)
- Wandering Ghosts; título britânico: Uncanny Tales.

Não-ficção
- Our Silver (1881) (panfleto)
- The Novel: What It Is (1893)
- Constantinople (1895)
- Bar Harbor (1896)
- Ave Roma Immortalis (1898)
- Rulers of the South (1902; 1905 nos Estados Unidos como Southern Italy and Sicily and The Rulers of the South)
- Gleanings from Venetian History (1905; nos Estados Unidos como Salvae Venetia e em 1909 como Venice; the People and the Place)

Dramatizações
- In the Palace of the King (1900); com Lorrimer Stoddard.
- Francesca da Rimini (1902).  Escrito a pedido da amiga de Crawford, Sarah Bernhardt. Traduzido por Marcel Schwob (Paris: Charpentier et Fasquelle, 1902); nova tradução por Marcel Schwob, Sulliver, 1996. O texto em inglês não foi publicado até 1980, com material introdutório, pela The F. Marion Crawford Memorial Society. Dez copias não-publicadas do texto em inglês foram impressas pela The Macmillan Company (New York City) em 1902. a peça foi adaptada em forma de ópera por Franco Leoni, em 1904.
- Evelyn Hastings (1902). Não-publicado e descoberto em 2008.
- The White Sister (1937); com Walter Hackett.

## F. Marion Crawford em língua portuguesa
- A Irmã Branca (The White Sister), volume 97 da Coleção Biblioteca das Moças da Companhia Editora Nacional, tradução de Euclides Andrade, 1934.
- A seleção “Os Melhores Contos Fantásticos”,[14] organizada por Flávio Moreira da Costa, pela Editora Nova Fronteira, em 2006, reúne contos de vários escritores conhecidos, e entre eles “A Sombra”, de Crawford.
- Camarote 105, Beliche Superior.[15]
- Contos Clássicos de Vampiro, Editora Hedra, com introdução de Alexander Meireles da Silva, pesquisador e professor de Língua Inglesa e Literatura da Universidade Federal de Goiás. Traz o conto “Porque o sangue é vida”, de Crawford.
- 13 dos Melhores Contos de Vampiros da Literatura Universal,[16] Ediouro-Tecnoprint, apresenta o conto “Porque o sangue é vida”, de Crawford.
- TAVARES, Bráulio (org). “Freud e O Estranho – contos fantásticos do inconsciente”. Rio de Janeiro: Casa da Palavra, 2007. Estudo de vários contos fantásticos, entre eles os de Crawford. In:
- Contos do Sobrenatural, Editora Europa-América, edições em 1986, e em 1991, tarazem o conto “A caveira que gritava”, de F. Marion Crawford.